# Atamauri

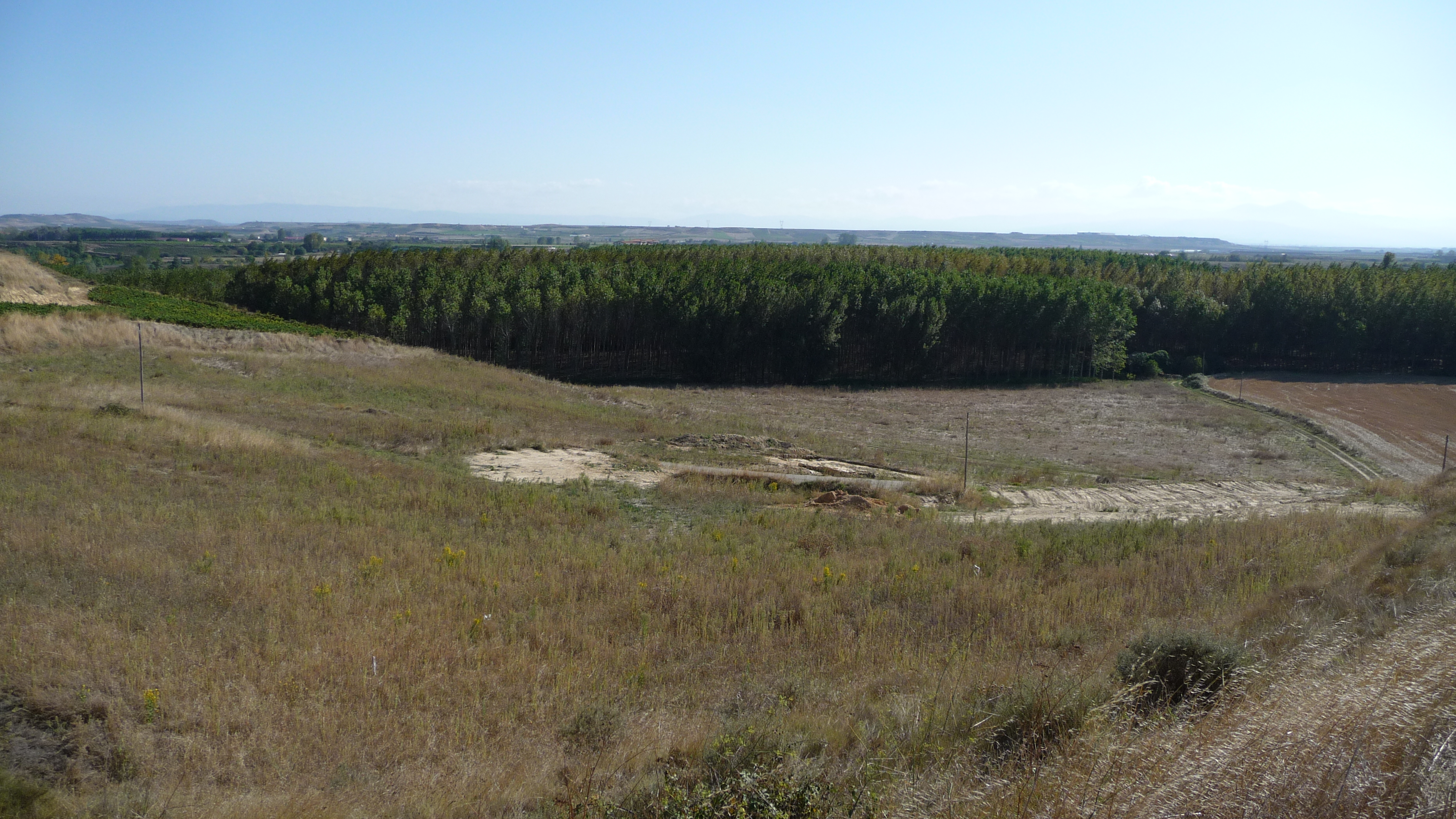
Zona donde se encontraba Atamauri.

Atamauri fue una población situada en la margen izquierda del río Tirón junto a la presa de Arrauri, del municipio de Haro, en La Rioja (España). Quedó despoblado en el siglo XIX y destruido en el siglo XX.

## Acceso
Se puede llegar a la zona desde dos caminos de parcelaria que salen a la izquierda de la carretera que sube de Haro a Villalba de Rioja, bien por el que parte paralelo al canal de agua que va hacia la central hidroeléctrica y que hay que seguir hasta pasar el monte frente a la presa, accediendo por un camino a la derecha; o por otro camino que sale tras pasar un aparcamiento de cazadores, que siguiéndolo lleva directo. El lugar concreto es perceptible solo por las excavaciones que han sacado a la luz algunas estructuras de edificios.
Este camino que va a la central Hidroeléctrica (de allí al puente de Briñas) y que viene de Oreca (hoy solo queda su ermita y que antiguamente era nombrada Coreca o Goreca, según los cartularios), en las inmediaciones de Anguciana y que se describe en el Cartulario referenciado más abajo; es un camino romano que a su vez viene de Briviesca, Quintanilla García, San Millán de Yécora, Treviana, San Andrés de Treviana (descrito en un cartulario de San Millán en el 873) y de ahí a la antigua población de la Junquera (donde hoy solo existe su iglesia románica) para dirigirse a la Ermita de la actual Oreca. 
Desde Briviesca hasta el Barrio de la Estación de Haro por ese camino se cuentan 40 km (26 millas x 1538 m = 39.988 m.) que es la distancia que existe entre Briviesca y Deobriga según el Itineario Antonino. De ahí la importancia de este camino de Atamauri para demostrar que la auténtica mansión romana de DEOBRIGA se encontraba en el meandro Dondon-Tondon (actualmente términos de Hondón y Tondonia) y Briñas donde se encontraba su Foro Romano, entre sus actuales plazas separadas por una casa señorial de finales del siglo XVII, cuya superficie es similar a la de la Plaza del Raso en Calahorra donde se encontraba su Foro Romano (Estructura Urbana de Calahorra en 1851 por Carlos Martín Escorza - Ed. Kalakorikos 9,2004 pp.: 297-310).

## Etimología
Su etimología, según indica Domingo Hergueta, provendría del euskera, traduciéndose como "'pueblo de cepas o viñas'".

## Historia
La primera menciones documental aparece en un documento del 7 de enero de 1075, por el cual el rey de Navarra Sancho Garcés y su esposa Placencia donaban al monasterio de San Millán de la Cogolla una granja en Urturi y otro lugar llamado Zagazahar. 

"Ego Sancius Rex dono et confirmo villulam Huríbarri (que es lo mismo que Urturi) que est sita super Coreca in facie Zufihuri. Similiter et villoleta illa nomine Saggazahar que jacet inter Morico et Zofiuri, cum corum pertinentiis, id est de Formazaha usque ade Arinda et exinde usque ad Hatumauhuri; et in illa deffesa de Sagga mayorsua medietate etc."

La siguiente mención aparece en un documento de 1105, en el cual se refleja un cambio de heredades con el monasterio de San Millán de la Cogolla.
De entre 1124 y 1311 aparecen muchas otras ventas y donaciones de heredades de Atamauri al monasterio de Herrera, por estas posesiones mantendría el concejo de Haro varios litigios con el monasterio por lindes y pastos. Los frailes pagaban al concejo desde 1377 por la granja y granjero, casas, tierras, viñas y otras heredades de su propiedad, desapareciendo estos derechos en 1766.
En 1326 la población fue comprada por la villa realenga de Haro. Al año siguiente el obispo Juan de Calahorra unió las iglesias de Santo Tomás de Haro y la de Santa María de Atamauri, puesto que los beneficiados de Haro ya servían en Atamauri.
Hasta 1810 existió un representante de la autoridad de Haro en Atamauri.
Casi todos los sillares de los edificios del poblado se usaron en la construcción del asilo García-Cid Paternina de Haro.

## Habitantes
Siempre tuvo pocos habitantes. En el censo de población de la Corona de Castilla, realizado en 1571, contaba con 3 vecinos. En el censo de las tierras del Condestable de Castilla, realizado en 1591, entre Casalarreina, Briñas, Cuzcurritilla y Atamauri sumaban 138 vecinos.
En 1750 contaba con siete casas y una granja. En esta última vivía un monje del monasterio de Herrera.

## Edificios religiosos
- Iglesia de Santa María: de ella solo quedan algunos muros de sillares. Estos se supone que corresponden a la obra realizada por Marcos de San Juan hacia 1640.[8] Aparece en el índice de pueblos del Obispado de Calahorra realizado en 1257, por lo que se sabe que pagaba su porción canónica a la mensa episcopal.
- Ermita de San Martín: de ella no queda nada. Pascual Madoz dice que un beneficiado de Haro celebraba misa en ella todos los días festivos.[9]

## Campo de golf
La empresa "Paisajes del Vino" ha comprado terrenos en la zona, muchos de ellos viñedos, para construir un campo de golf. Este tendrá 18 hoyos y ha sido diseñado por José María Olazábal. Irá acompañado de una urbanización con 1538 viviendas, ocupando todo el complejo una superficie de 1.230.585,35 m².
La iniciativa ha recibido críticas. Algunos ven el campo innecesario debido a la existencia de otros a pocos kilómetros, creen que los restos arqueológicos de la zona serán destruidos, o bien les preocupan los problemas de gestión de servicios que puede conllevar el mantenimiento de una urbanización apartada del núcleo de Haro. Por este motivo se han organizado en una plataforma de protesta denominada Haro sin golf.

## Restos
Existen dos cuevas excavadas en la roca que en su día se usaron como bodegas. Ambas fueron propiedad del monasterio de Herrera.

Debido al proyecto del campo de golf se han llevado a cabo prospecciones arqueológicas, apareciendo algunas necrópolis y restos de la estructura de edificios. Los promotores de dicho campo indican que desean integrarlos y ponerlos en valor dentro de su proyecto.